# Steve Chiasson
Steven Joseph „Steve“ Chiasson (* 14. April 1967 in Barrie, Ontario; † 3. Mai 1999 in Raleigh, North Carolina, USA) war ein kanadischer Eishockeyspieler, der im Verlauf seiner aktiven Karriere zwischen 1981 und 1999 unter anderem 814 Spiele für die Detroit Red Wings, Calgary Flames, Hartford Whalers und Carolina Hurricanes in der National Hockey League auf der Position des Verteidigers bestritten hat. Chiasson, der im Alter von 32 Jahren bei einem Verkehrsunfall ums Leben kam, feierte seinen größten Karriereerfolg im Trikot der kanadischen Nationalmannschaft mit dem Gewinn der Goldmedaille bei der Weltmeisterschaft 1997.

## Karriere
Chiasson spielte während seiner Juniorenzeit in der Ontario Hockey League für die Guelph Platers gemeinsam mit Kirk Muller. Nachdem sich die Detroit Red Wings beim NHL Entry Draft 1985 in der dritten Runde an 50. Stelle die Rechte an seiner Person gesichert hatten, spielte er noch ein erfolgreiches Jahr in Guelph. Inzwischen war Gary Roberts zum Team gestoßen, mit dem sie als bestes kanadisches Juniorenteam den Memorial Cup gewinnen konnten. Chiasson wurde zum besten Spieler der Endrunde gewählt.
Nach zwei Jahren, in denen er als Ergänzungsspieler auch noch zwischen Farmteam und National Hockey League pendelte, gelang es ihm in der Saison 1988/89 endgültig sich bei den Red Wings festzusetzen. Im Jahr darauf erreichte er mit 14 Toren eine Bestmarke für seine Karriere, die er auch in seiner erfolgreichsten Saison 1992/93, in der er 50 Vorlagen und 62 Punkte verbuchte, nicht übertreffen konnte. Der dringende Bedarf nach einem starken Torhüter machte es für die Red Wings erforderlich, einem Tauschgeschäft mit den Calgary Flames zuzustimmen, das Mike Vernon nach Detroit brachte und Chiasson nach Kanada schickte.
Nach zweieinhalb Jahren in Calgary wechselte er zu den Hartford Whalers, die in der Spielzeit 1996/97 die Playoffs verpassten. So konnte er sein Heimatland bei der Eishockey-Weltmeisterschaft 1997 vertreten und mit der kanadischen Nationalmannschaft den Titel gewinnen. Zur folgenden Saison 1997/98 zog sein Team in den Süden und spielte fortan als Carolina Hurricanes. Chiasson war eine Stütze in der Defensive der Canes.
Direkt nach dem Ausscheiden aus den Stanley-Cup-Playoffs 1999 gegen die Boston Bruins feierte das Team bei Teamkollege Gary Roberts die Saisonabschlussfeier. Chiasson verließ das Fest angetrunken und kam auf dem Heimweg bei einem Verkehrsunfall ums Leben. Seither trug kein Spieler der Hurricanes mehr das Trikot mit der Nummer 3, auch wenn die Nummer nicht offiziell gesperrt wurde. Zudem verleihen die Hurricanes teamintern den Steve Chiasson Award, den der Spieler mit der größten Entschlossenheit und Hingabe während der Saison erhält.

## Erfolge und Auszeichnungen
| - 1986 J.-Ross-Robertson-Cup-Gewinn mit den Guelph Platers - 1986 Memorial-Cup-Gewinn mit den Guelph Platers - 1986 Stafford Smythe Memorial Trophy | - 1986 Memorial Cup All-Star Team - 1993 Teilnahme am NHL All-Star Game |

### International
- 1997 Goldmedaille bei der Weltmeisterschaft

## Karrierestatistik

### International
Vertrat Kanada bei:
- Junioren-Weltmeisterschaft 1987
- Weltmeisterschaft 1997

(Legende zur Spielerstatistik: Sp oder GP = absolvierte Spiele; T oder G = erzielte Tore; V oder A = erzielte Assists; Pkt oder Pts = erzielte Scorerpunkte; SM oder PIM = erhaltene Strafminuten; +/− = Plus/Minus-Bilanz; PP = erzielte Überzahltore; SH = erzielte Unterzahltore; GW = erzielte Siegtore; 1 Play-downs/Relegation; Kursiv: Statistik nicht vollständig)